# 白島北町
白島北町（はくしまきたまち）は、広島市中区の町名。白島の北部である。郵便番号は730-0001（広島中央郵便局管区）。

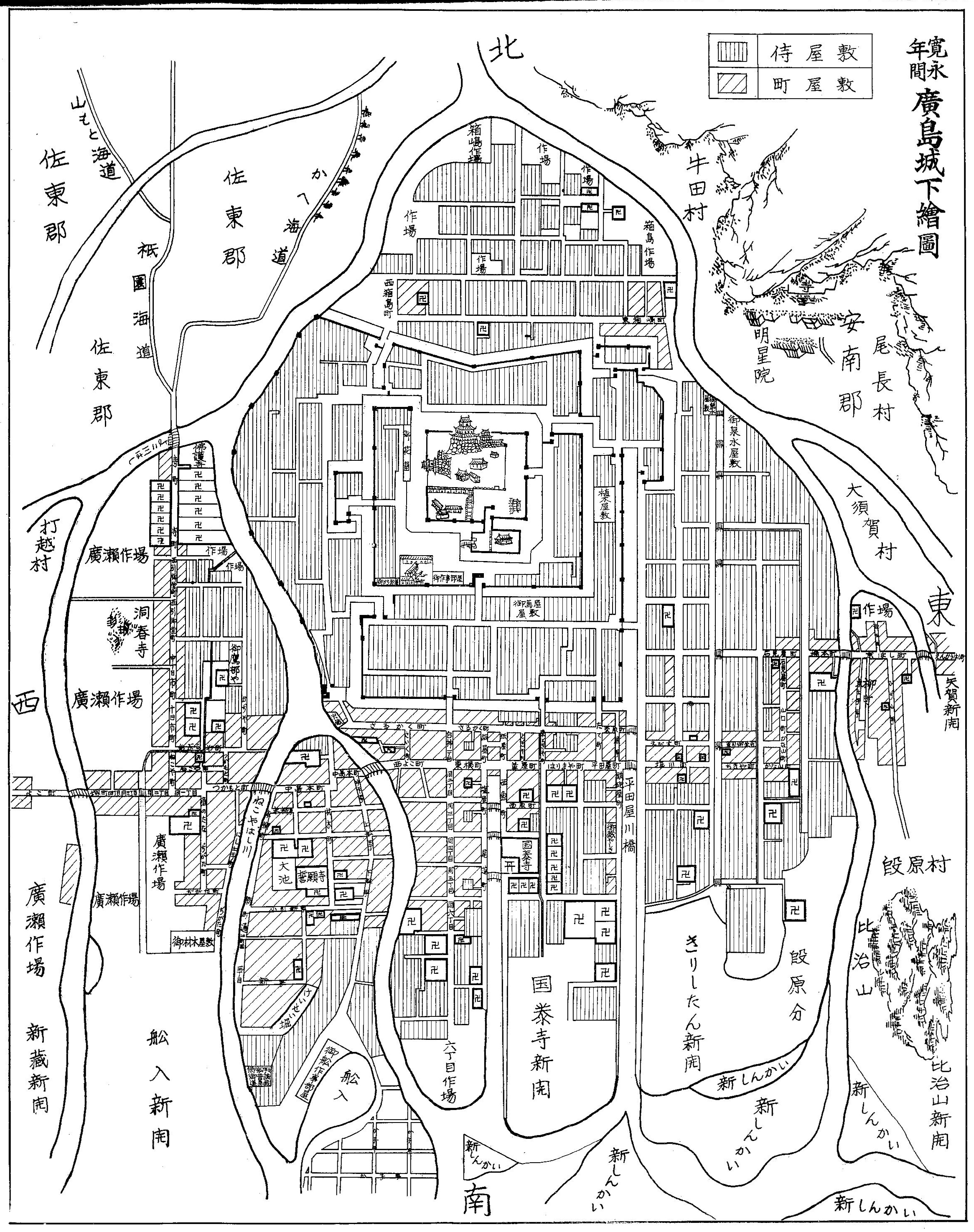
寛永年間の広島の絵図（『概観広島市史』より）。

## 歴史
旧時白島村の一部であり、「一本木」と称した。皁莢（さいかち）の大木一株があったことによる。その最北端を「一本木の鼻」、または「皁莢の鼻」と称した。

## 人口
1925年末の現住戸数・現住人口は43・190。2018年8月末の世帯数・人口は1188・2018。

## 経済

### 産業
店・企業
- お茶の時間 雲間
- 児玉会計
- さぃふぁ（担担麺）
- ちいさな森のブーランジェリー noix（パン）
- ドコモショップ 白島店
- 中央物産 広島営業所
- トヨタレンタカー 新白島駅前店
- 日刊建設新聞社 広島支局
- ハノイフォー（ベトナム料理）
- 広島ホームテレビ 本社
- ポプラ 白島北町店（コンビニ）
- らーめん ぶぅ 白島店
- RICK
- 理研軽金属工業 広島営業所
- わたしの食卓 白島店
- 洋菓子工房まわた

## 地域

### 健康
医療機関

| - 小田歯科医院 - 森野歯科医院 - ひらやま眼科 - 永山医院 - もみじクリニック - 竹村司法書士事務所 - 司法書士・竹村秀博 - 安田正彦司法書士事務所 - 司法書士・安田正彦 - 皆実社会保険労務士事務所 - 兒玉法律事務所 - 税理士法人 児玉会計 | - ともえ保育 - 安田小学校 - 安田女子中学校・高等学校 - 白島公園 - 上野学園ホール |

### 施設
ビル、マンション、アパート等

| - アーバンライフ白島 - アオヤマビル - アスタービル - アメニティ白島 - 奥野ビル - カトウビル - 河瀬ビル - 川手ビル - 汲泉寮 - グラシーズ白島 - 県営長寿園北高層住宅 - コーポ岩崎 - 讃井ビル - 住岡ビル - セイワビル - セフィラ岩崎 - 田辺ビル - 長寿園マンション | - ディークラディア白島 - 巴コーポラス - ドラークメゾン - ハクシマハイム - 橋本ビル - 原田フラット - 広栄ビル - 広島記念病院白島北宿舎 - ふじビル - 藤澤ビル - マツシタビル2nd - 三井住友銀行白島社宅 - メゾンアルカディア - UR都市機構白島北町市街地住宅 - ユーアイビル白島北町 - 横林ビル - ライオンズマンション白島北町 - ラ・テール白島 |

## 交通

### 橋梁
- 工兵橋

### 鉄道
- 広島高速交通広島新交通1号線（アストラムライン）白島駅

## 名所・旧跡
- 工兵第五連隊慰霊碑（工兵橋南詰、安田学園白島キャンパスプール北、1983年11月建立）[5]
- 安田高等女学校職員生徒慰霊碑（安田学園白島キャンパス内、中学校校舎東、1951年5月建立[5]） - 1945年8月6日、広島市に投下された原爆により生命を失った職員13名及び生徒310余名の霊永久に安かれと祈念し、職員生徒の奉仕を得て安田学園が建立した[5]。

## 出身・ゆかりのある人物
- 岡島信男（広島市社会課長）[6]
- 高槻文彌（郵便局長）[6]
- 塩出啓典（公明党所属の参議院議員）[7] - 愛媛県出身で、住所が白島北町[7]。
- 臼井忠雄（在郷海大佐）[6]
- 小川芳雄（陸輜重少佐、輜重兵第五大隊附）[6]
- 松野繁隆（陸一等軍医正、広島衛戍病院附）[6]